# مايو الأسود (1943)
يشير مايو الأسود إلى فترة (مايو 1943) في حملة معركة الأطلسي أثناء الحرب العالمية الثانية، عندما تكبد سلاح الغواصات الألمانية خسائر كبيرة نسبة لعدد أقل من سفن الحلفاء التي غرقت؛ تعتبر نقطة تحول في معركة الأطلسي. 

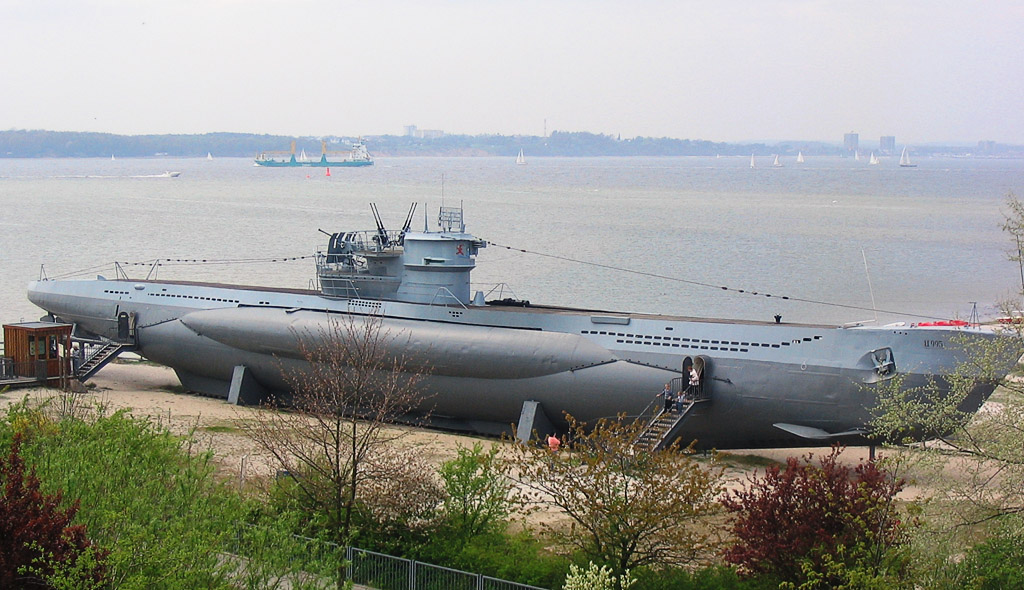
في النصب التذكاري للبحرية الألمانية في Laboe

## خلفية
بعد معارك فبراير حول قوافل SC 118، و166، وUC 1، كان مايو الأسود تتويجا لأزمة مارس - مايو 1943 في معركة الأطلسي. 

### مارس
شهد شهر مارس وصول هجمات غواصات يو يصل إلى ذروتها، بوقوع سلسلة من المعارك مع القوافل الرئيسية، أولاً قوافل HX 228 وSC 121 وUGS 6؛ ثم تبعت معركة HX 229 / SC 122، أكبر معركة قوافل في الحرب. 

### مايو
في 24 مايو 1943، أمر كارل دونيتز - الذي صدم من الهزيمة التي عانت منها غواصات يو - بوقف مؤقت لحملة الغواصات؛ تم سحب معظمهم من الخدمة التشغيلية. 
شهدت شهر مايو انخفاضًا في خسائر الحلفاء إلى جانب ارتفاع كارثي في خسائر الغواصات؛ فقد 18 غواصة في معارك مغ القوافل في المحيط الأطلسي في شهر، وفُقد 14 فأخى ي الدوريات الجوية؛ ستة من هؤلاء في خليج بسكاي. مع الخسائر في المسارح الأخرى أو الحوادث أو غيرها من الأسباب، كانت الخسارة الإجمالية للسلاح البحرية في مايو 43 غواصة.